# フレモント郡 (アイダホ州)
フレモント郡（英: Fremont County）は、アメリカ合衆国アイダホ州の北東部に位置する郡である。2010年国勢調査での人口は13,242人であり、2000年の11,819人より12％増加した。郡庁所在地はセントアンソニー市（人口3,542人）であり、同郡で人口最大の都市でもある。フレモント郡庁舎はアメリカ合衆国国家歴史登録財に登録されている。1893年3月4日に設立され、郡名は探検家であり、1856年アメリカ合衆国大統領選挙の共和党候補者にもなったジョン・C・フレモントに因んで名付けられた。郡全体がレックスバーグ小都市圏に属している。

## 地理
アメリカ合衆国国勢調査局に拠れば、郡域全面積は1,895.59平方マイル (4,909.6 km2)であり、このうち陸地は1,866.76平方マイル (4,834.9 km2)、水域は28.84平方マイル (74.7 km2)で水域率は1.52％である.。郡南部はスネーク川盆地の北東端であり、大陸分水界の山脈が郡の北側郡境になっている。北はモンタナ州、東はワイオミング州である。イエローストーン国立公園の部分が郡内に入っている。 

### 隣接する郡
- クラーク郡 - 西
- ジェファーソン郡 - 南西
- マディソン郡 - 南
- ティトン郡 - 南
- ティトン郡 (ワイオミング州) - 東
- ギャラティン郡 (モンタナ州) - 北
- マディソン郡 (モンタナ州) - 北
- ビーバーヘッド郡 (モンタナ州) - 北西

### 国立保護地域
- カリブー・ターギー国立の森（部分）
- イエローストーン国立公園（部分）

### 高規格道路
- - アメリカ国道20号線
- - アイダホ州道47号線
- - アイダホ州道87号線

## 人口動態
以下は2000年の国勢調査による人口統計データである。
| 基礎データ - 人口: 11,819人 - 世帯数: 3,885 世帯 - 家族数: 3,030 家族 - 人口密度: 2人/km2（6人/mi2） - 住居数: 6,890軒 - 住居密度: 1軒/km2（4軒/mi2） 人種別人口構成 - 白人: 91.41% - アフリカン・アメリカン: 0.16% - ネイティブ・アメリカン: 0.51% - アジア人: 0.36% - 太平洋諸島系: 0.06% - その他の人種: 5.94% - 混血: 1.56% - ヒスパニック・ラテン系: 10.62% 先祖による構成 - イギリス系：25.1％ - ドイツ系：15.1％ - アメリカ人：14.8％ | 年齢別人口構成 - 18歳未満: 33.1% - 18-24歳: 9.3% - 25-44歳: 24.7% - 45-64歳: 20.4% - 65歳以上: 12.4% - 年齢の中央値: 32歳 - 性比（女性100人あたり男性の人口） - 総人口: 105.8 - 18歳以上: 105.8 世帯と家族（対世帯数） - 18歳未満の子供がいる: 39.5% - 結婚・同居している夫婦: 67.9% - 未婚・離婚・死別女性が世帯主: 6.9% - 非家族世帯: 22.0% - 単身世帯: 19.5% - 65歳以上の老人1人暮らし: 8.5% - 平均構成人数 - 世帯: 2.96人 - 家族: 3.43人 収入と家計 - 収入の中央値 - 世帯: 33,424米ドル - 家族: 36,715米ドル - 性別 - 男性: 26,490米ドル - 女性: 19,670米ドル - 人口1人あたり収入: 13,965米ドル - 貧困線以下 - 対人口: 14.2% - 対家族数: 10.3% - 18歳未満: 18.4% - 65歳以上: 13.6% |

## 都市
- アッシュトン
- ドラモンド
- アイランドパーク
- ラストチャンス
- ニューデール
- パーカー
- セントアンソニー - 郡庁所在地
- ティトン
- ウォームリバー

### 未編入の町
- ビッグスプリングス
- チェスター
- レイク
- マックスイン
- スキレル
- ウィルフォード

## 政府とインフラ
アイダホ州矯正省がセントアンソニーでセントアンソニー・ワークキャンプを運営している。